# (14624) Prymachenko
(14624) Prymachenko (1998 UO24) – planetoida z pasa głównego asteroid okrążająca Słońce w ciągu 4,44 lat w średniej odległości 2,7 j.a. Odkryta 18 października 1998 roku.